# Morgan Plus 8

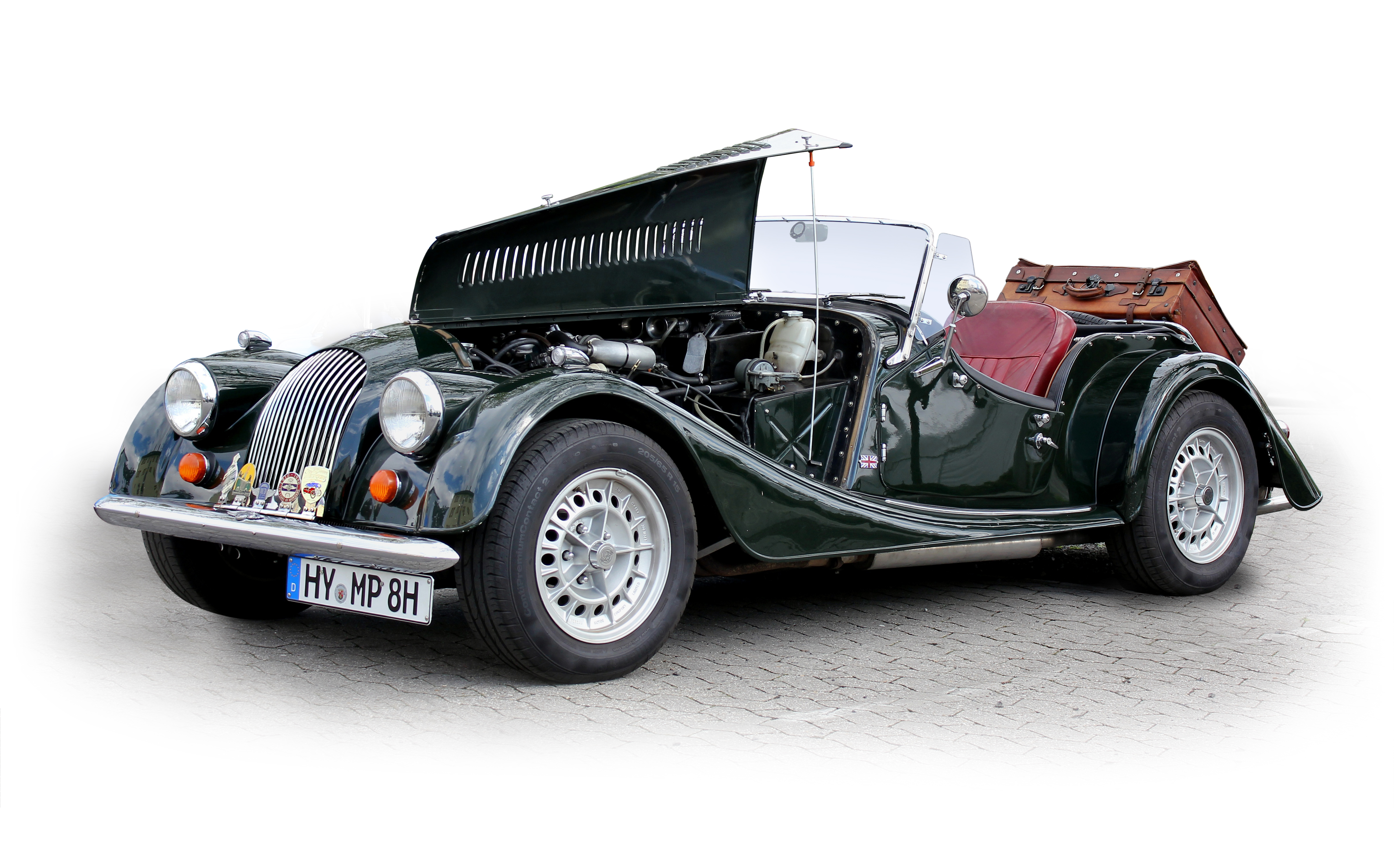
Von der Seite zu öffnende Motorhaube

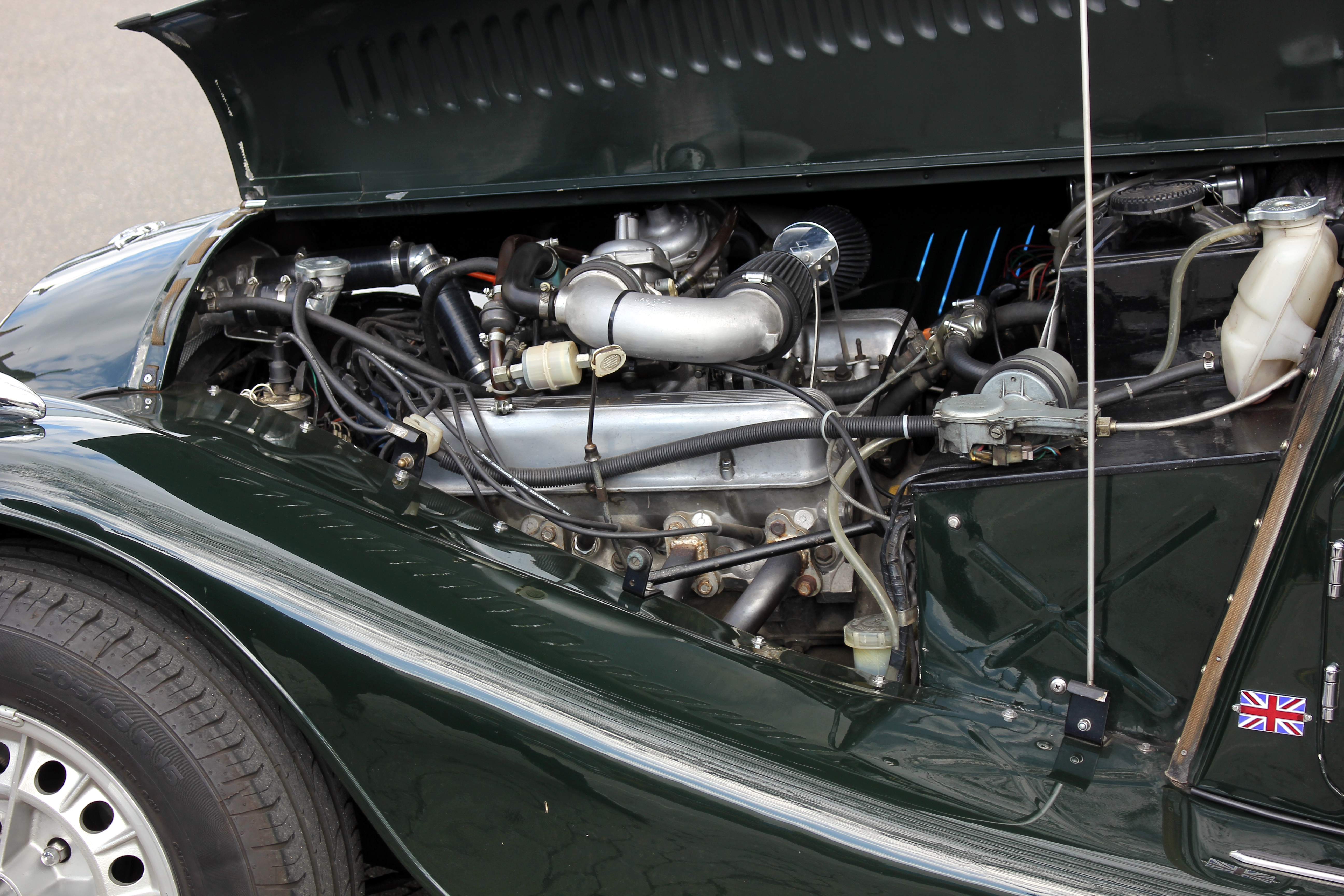
Rover-V-8-Motor im Morgan Plus 8

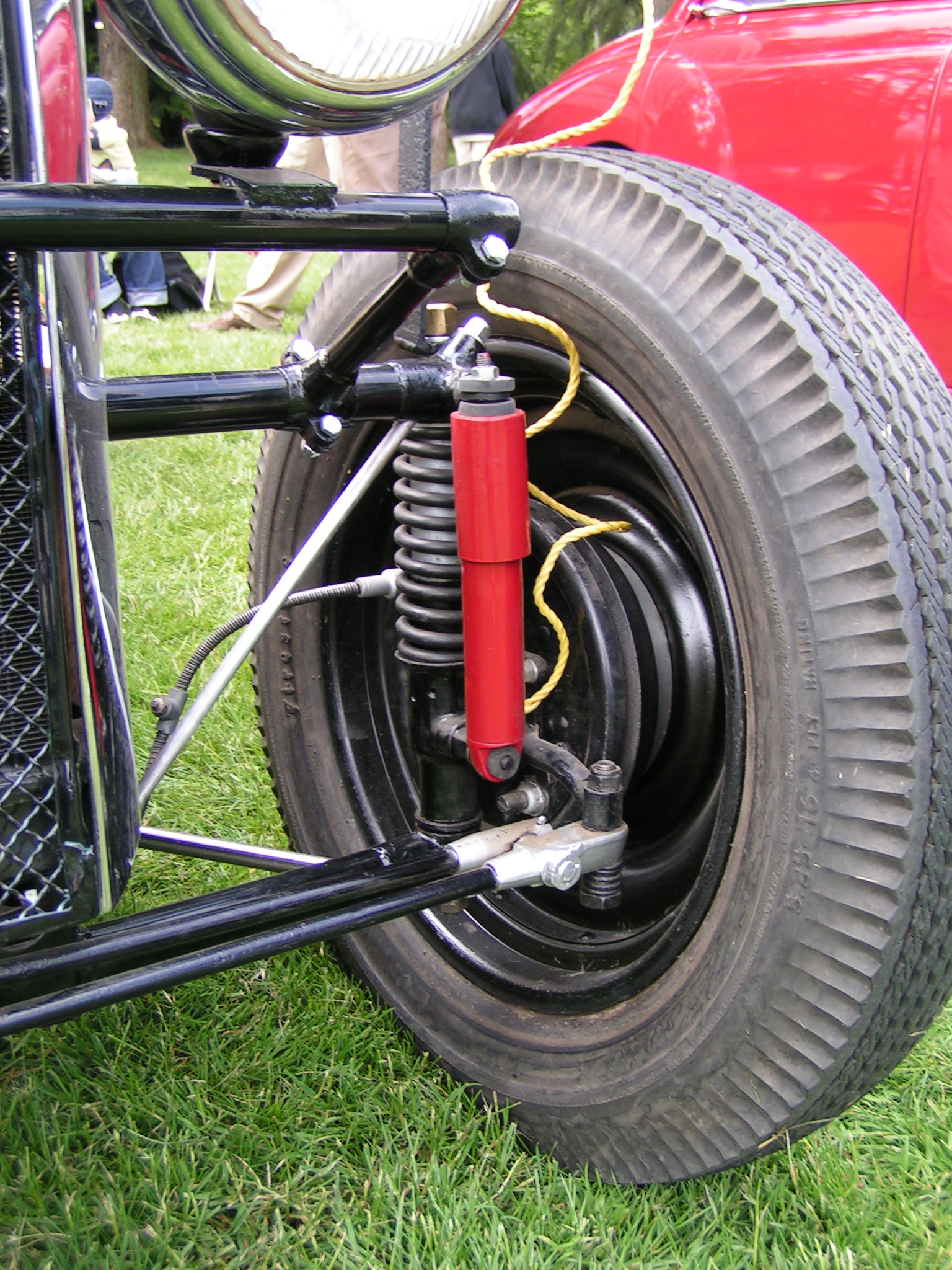
Alte Vorderradaufhängung

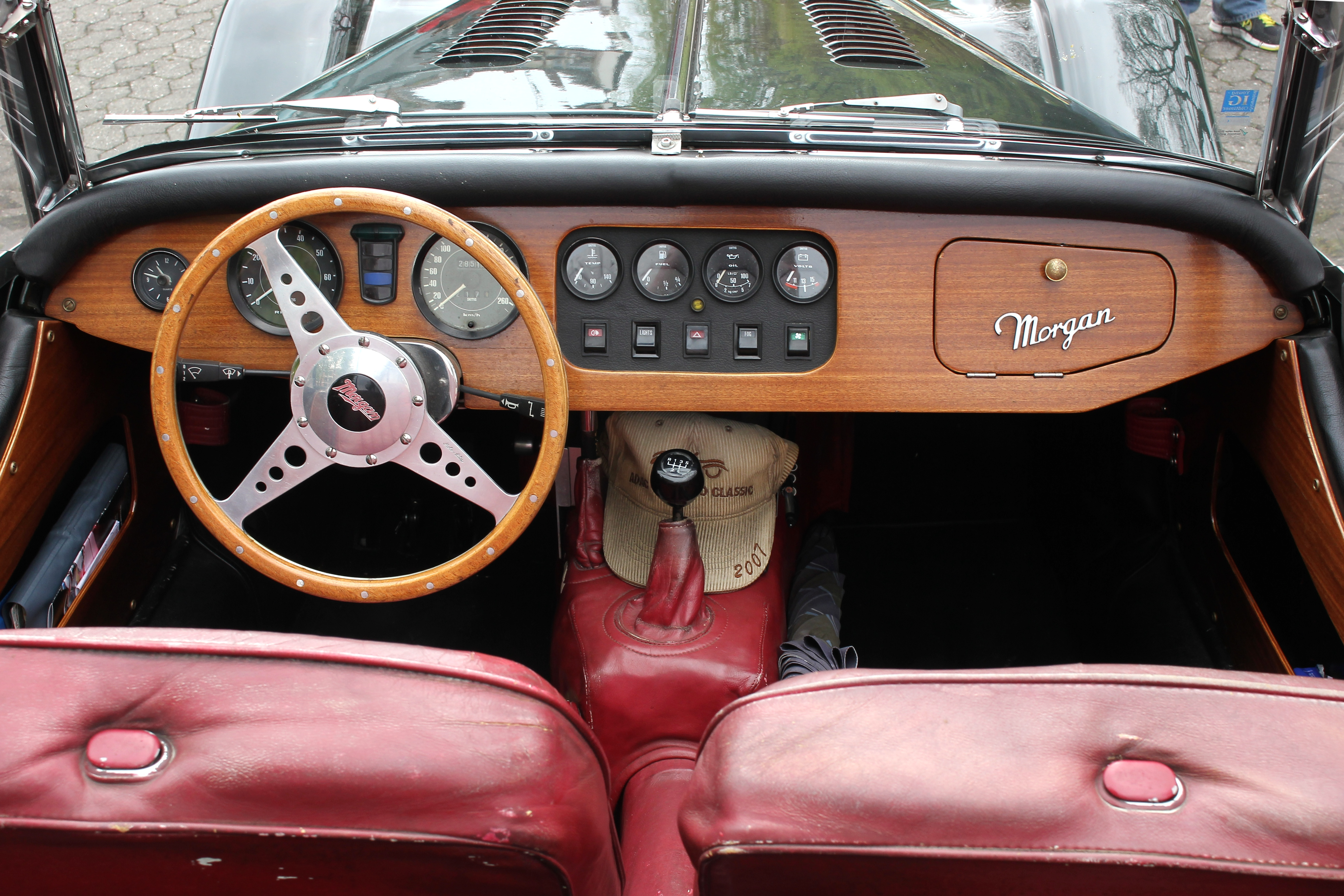
Armaturenbrett ab 1977

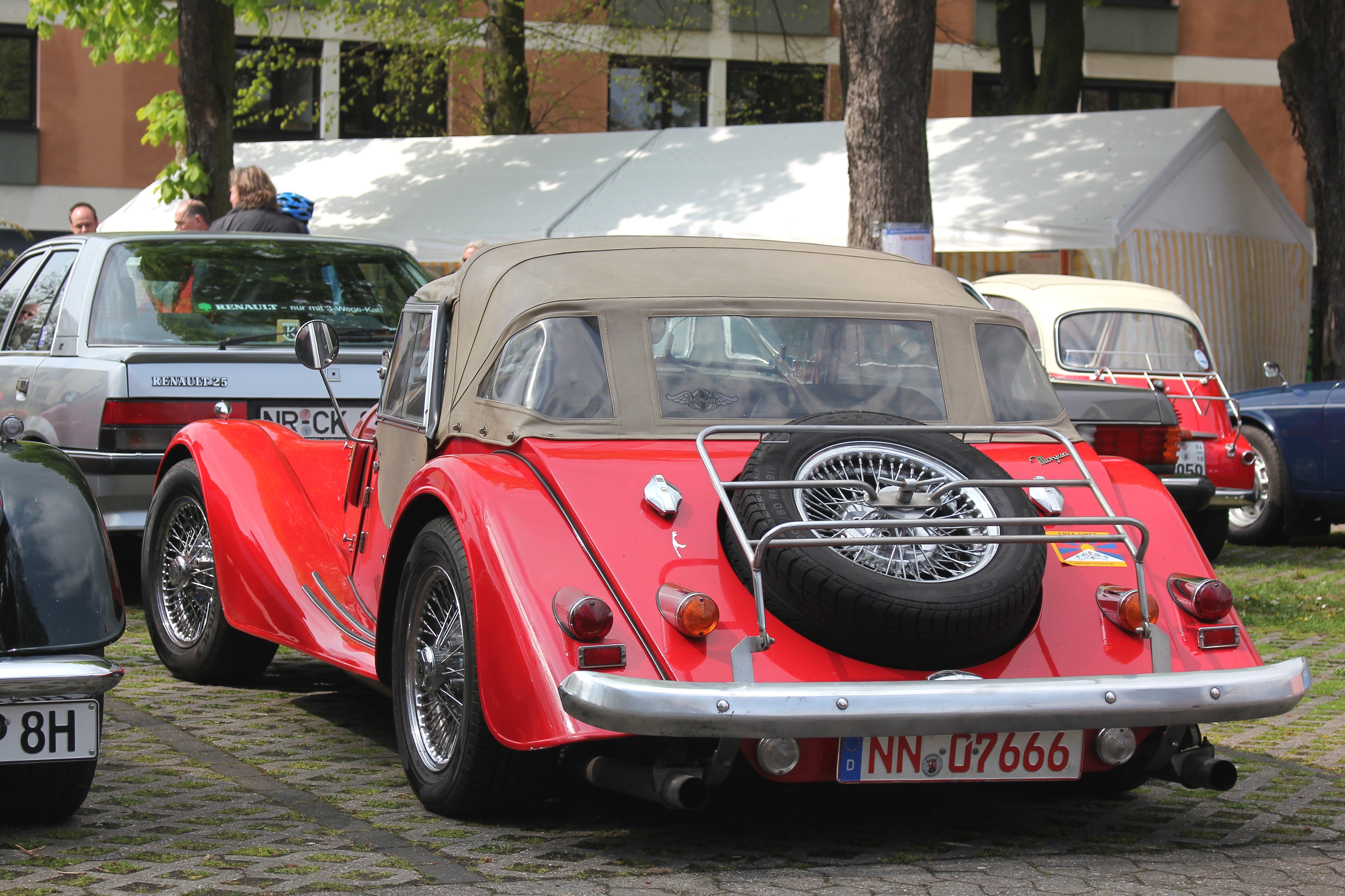
Baujahr 1983 (Speichenräder nicht serienmäßig)

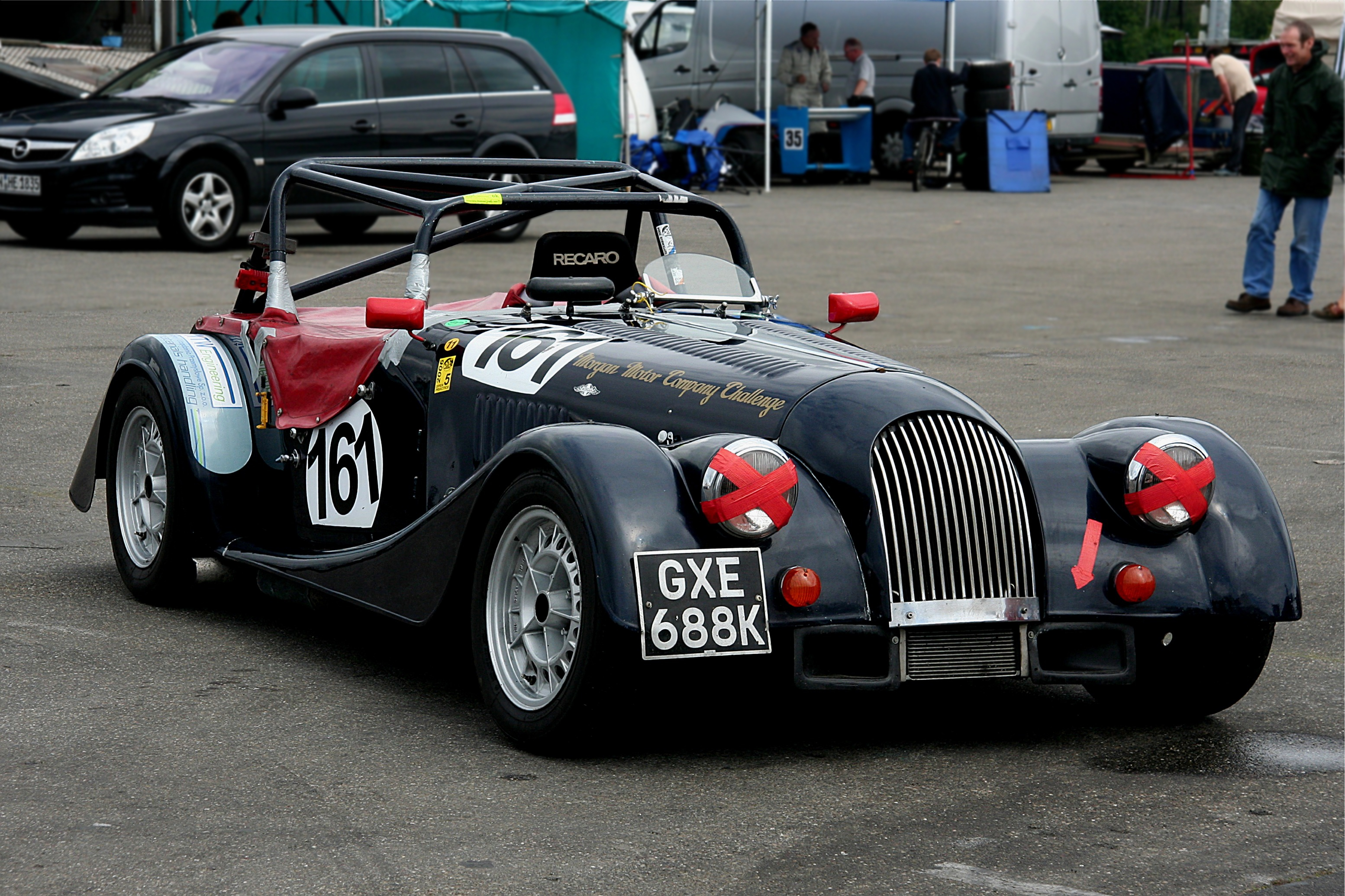
Morgan Plus 8 im Renntrimm beim Oldtimer Festival 2007 im Fahrerlager des Nürburgrings. Zu seiner aktiven Zeit wurde der Plus 8 nicht oder kaum in Rennen außerhalb von Großbritannien eingesetzt. Ein für Le Mans geplanter Einsatz kam nicht zustande.

Der Morgan Plus 8 ist ein offener Sportwagen im Stil der 1930er-Jahre mit einem 8-Zylinder-V-Motor von Rover, den die Morgan Motor Company von September 1968 bis 2004 rund 6000-mal baute. Als die Produktion des Motors eingestellt wurde, endete auch die Bauzeit des Morgan Plus 8, der durch ein ähnliches Modell mit V6-Motor ersetzt wurde. Einen neuen Plus 8 gab es zwischen 2012 und 2018, allerdings mit zeitgemäßer Technik und geringfügig verändertem Äußeren. Das Nachfolgemodell Morgan Plus Six wurde auf dem 89. Genfer Auto-Salon im März 2019 vorgestellt.

## Geschichte
Nach rund 25 Jahre anhaltendem Erfolg mit motorgetriebenen Dreirädern baute Morgan 1935 den ersten vierrädrigen Sportwagen, den Morgan 4/4, mit einem Coventry-Climax-Vierzylindermotor. Dieser Motor hatte einen Hubraum von 1122 cm³. Es folgten ein 1,3-Liter-Motor der Standard Motor Company und die verschiedensten anderen. Die Grundkonstruktion blieb während der gesamten Bauzeit, auch als Plus 4 und ab 1968 als Plus 8, erhalten: ein Rahmen aus Stahl und eine Karosserie in Gemischtbauweise, das heißt mit einem Gerippe aus Eschenholz, das mit Blech beplankt ist. Das Fahrwerk besteht aus einer Starrachse an Blattfedern hinten und der für Morgan typischen Einzelradaufhängung mit Geradführung und Schraubenfedern vorn.

## Technik

### Fahrwerk und Karosserie
Der Morgan Plus 8 hat einen Leiterrahmen aus Stahl, auf dem ein aus 94 Teilen bestehendes Holzgerüst aus Eschenholz aufgebaut ist, das die handgetriebenen Bleche der Karosserie trägt.  Die Motorhaube ist auffallend lang, längs geteilt und von der Seite nach oben zu klappen, wie es sonst nur noch bis Mitte der 1950er-Jahre an wenigen Fahrzeugen anzutreffen war. Als echter Roadster hat der Wagen nur einen primitiven Wetterschutz, eine verhältnismäßig kleine Windschutzscheibe mit (anfangs drei) kleinen Scheibenwischern, tief ausgeschnittene, vorn angeschlagene Türen und aufsteckbare Seitenscheiben; das Reserverad liegt außen auf dem Heck. Zwei Personen bietet auch die erste Ausführung des Plus 8 mit einer Innenbreite von 1170 mm sowie einer Sitztiefe von 500 mm ausreichend Platz. In einem zeitgenössischen Test heißt es außerdem, dass sich der Fahrersitz genügend weit nach hinten schieben lässt, „damit das feine Astrali-Lederlenkrad in akzeptabler Distanz ergriffen werden kann, …“ Die Anzeigeinstrumente liegen in der Mitte des Armaturenbretts (bis Mitte der 1970er Jahre), wobei der Drehzahlmesser je nach Rechts- oder Linkslenkung im Blickbereich des Fahrers platziert ist.
Die vordere Einzelradaufhängung des Plus 8 geht auf eine Konstruktion von Harry F. S. Morgan aus dem Jahr 1909 zurück. Sie arbeitet mit Dreh-Schubgelenken an jedem Rad, die an einem Querträger des Rahmens befestigt sind. Ein Gelenk besteht aus einer senkrechten, runden Tragsäule (Führungsrohr), auf der eine Hülse gleitet, die zum Lenken verdreht und zum Einfedern hochgeschoben wird. Die Hülse stützt sich auf einer Schraubenfeder ab, die die Tragsäule umschließt. Die hintere Starrachse mit Teleskopstoßdämpfern ist an Längsblattfedern aufgehängt. Die ersten Modelle bis einschließlich 1982 hatten eine Schneckenlenkung mit Lenkfinger, seit 1983 ist es eine Zahnstangenlenkung. Vorn sind Scheibenbremsen, hinten Trommelbremsen eingebaut. Von Anfang an gehörten Leichtmetallräder zur Serienausstattung.

### Motor und Getriebe
Der Motor der Baujahre 1968 bis 1972 ist ein wassergekühlter Achtzylinder-Viertakt-V-Motor P6B von Rover mit zentraler, über Kette angetriebener Nockenwelle und zwei SU-Fallstromvergasern HS 6; Hubraum 3532 cm³, Leistung 160 PS (118 kW) bei 5200/min, maximales Drehmoment 29 mkp (284 Nm) bei 2200/min. Wegen verschärfter Abgasbestimmungen fiel die Leistung für die folgenden Jahre auf 143 PS (105 kW), wurde aber ab 1976 wieder angehoben und stieg 1983 durch Einführung der Benzineinspritzung statt Vergaser auf 140 kW (190 PS). 1990 wurde der Hubraum auf 3,9 Liter vergrößert, ohne die Leistung zu steigern, und seit 1997 war es kurzzeitig wahlweise ein 4,6-Liter-Motor mit 162 kW (220 PS). Wegen des Aluminium-Motorblocks ist er sehr leicht. 
Der Morgan Plus 8 hat bis 1976 ein Vierganggetriebe mit Mittelschaltung und Hinterradantrieb mit Sperrdifferenzial. Bis 1972 ist der erste Gang nicht synchronisiert; die späteren Modelle haben Vollsynchronisierung. Ab 1977 ist es ein Fünfganggetriebe. Die Kupplung wird hydraulisch betätigt. Eine Besonderheit, die es beim VW Käfer bis zum August 1957 gab, ist das Gaspedal des Plus 8 mit Rolle statt Trittplatte; anfangs war außerdem über dem Gaspedal ein Knopf angebracht, der möglichst täglich zu drücken war, um eine geringe Menge Öl aus dem Kurbelgehäuse des Motors an die zu schmierenden Teile der Vorderachse zu fördern.
In einem frühen Test wurde die Elastizität des Motors gelobt, außerdem die Beschleunigung des Wagens in 7,5 Sekunden von 0 auf 100 km/h. Zur Höchstgeschwindigkeit von 201 km/h hieß es: „Bereits bei 173 km/h hatte der Testwagen den roten Bereich bei 5000 Touren auf dem Drehzahlmesser erreicht, was darauf schließen läßt, daß in Anbetracht des beschränkten Drehvermögens die Hinterachs-Übersetzung zu knapp gewählt wurde. Immerhin ist es tröstlich, daß der Morgan von der Motorleistung her gut für 200 km/h ist – fahren möchte man diese 200 nämlich nicht unbedingt. Denn schon ab 140 km/h bricht die Hölle los, und man fühlt sich in die Urzeit des Automobils versetzt.“

### Besonderheiten für den US-Markt
Bereits in den 1950er- und 1960er-Jahren hatte Morgan sich in den USA einen guten Absatzmarkt geschaffen, während die Verkaufszahlen in Europa stagnierten. Als jedoch zu Beginn der 1970er-Jahre in den USA strengere Gesetze zur Abgasemission eingeführt werden sollten, wurden alle von 1974 bis 1992 importierten Morgans (98 % davon waren Plus 8) auf Propangas umgerüstet. Zusätzlich wurde die Karosserie an mehreren Stellen geändert, um den strenger gewordenen Sicherheitsvorschriften zu entsprechen.

## Neuer Morgan Plus 8

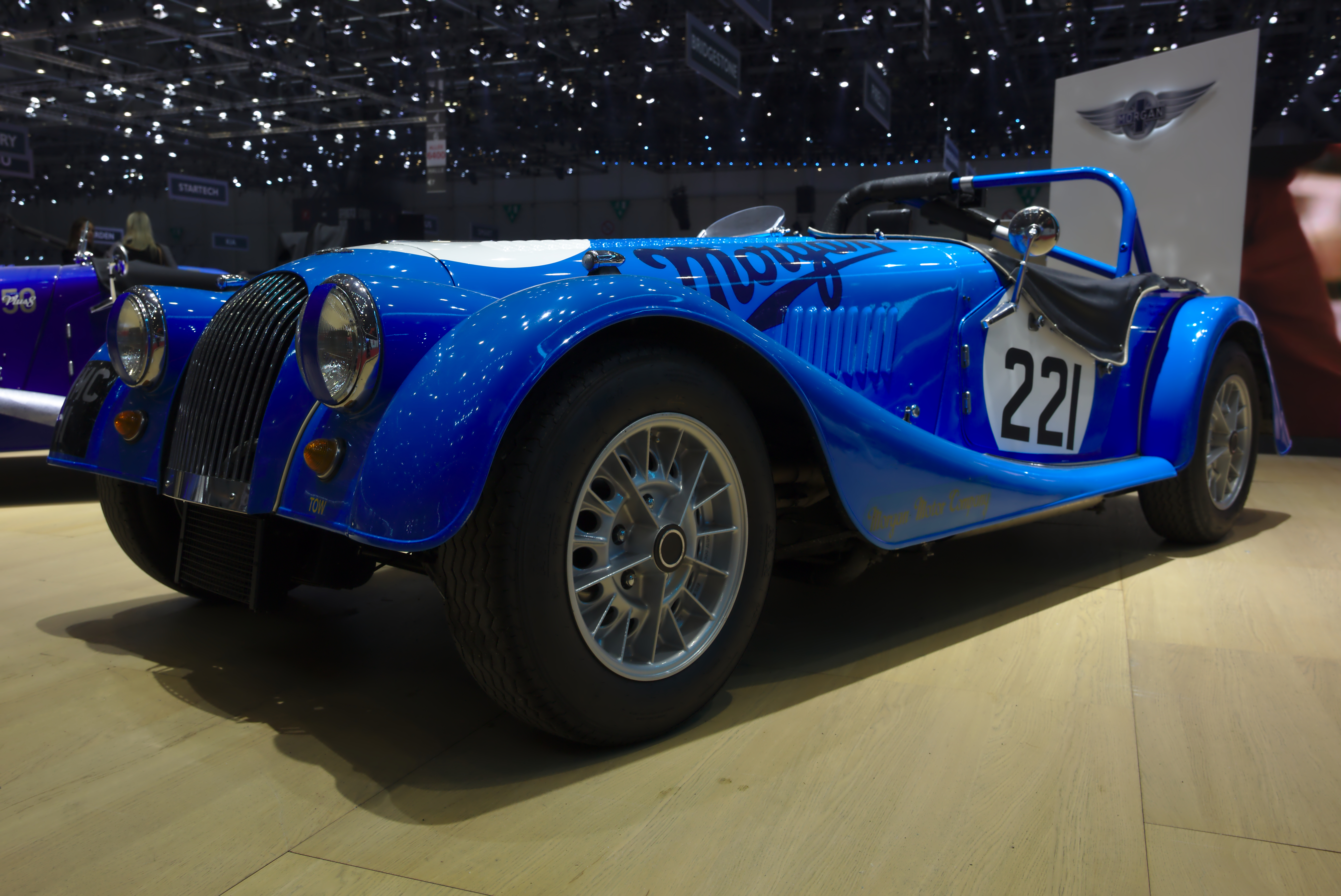
Morgan Plus 8 50th Anniversary Edition „MMC 11“ auf dem Genfer Auto-Salon 2018

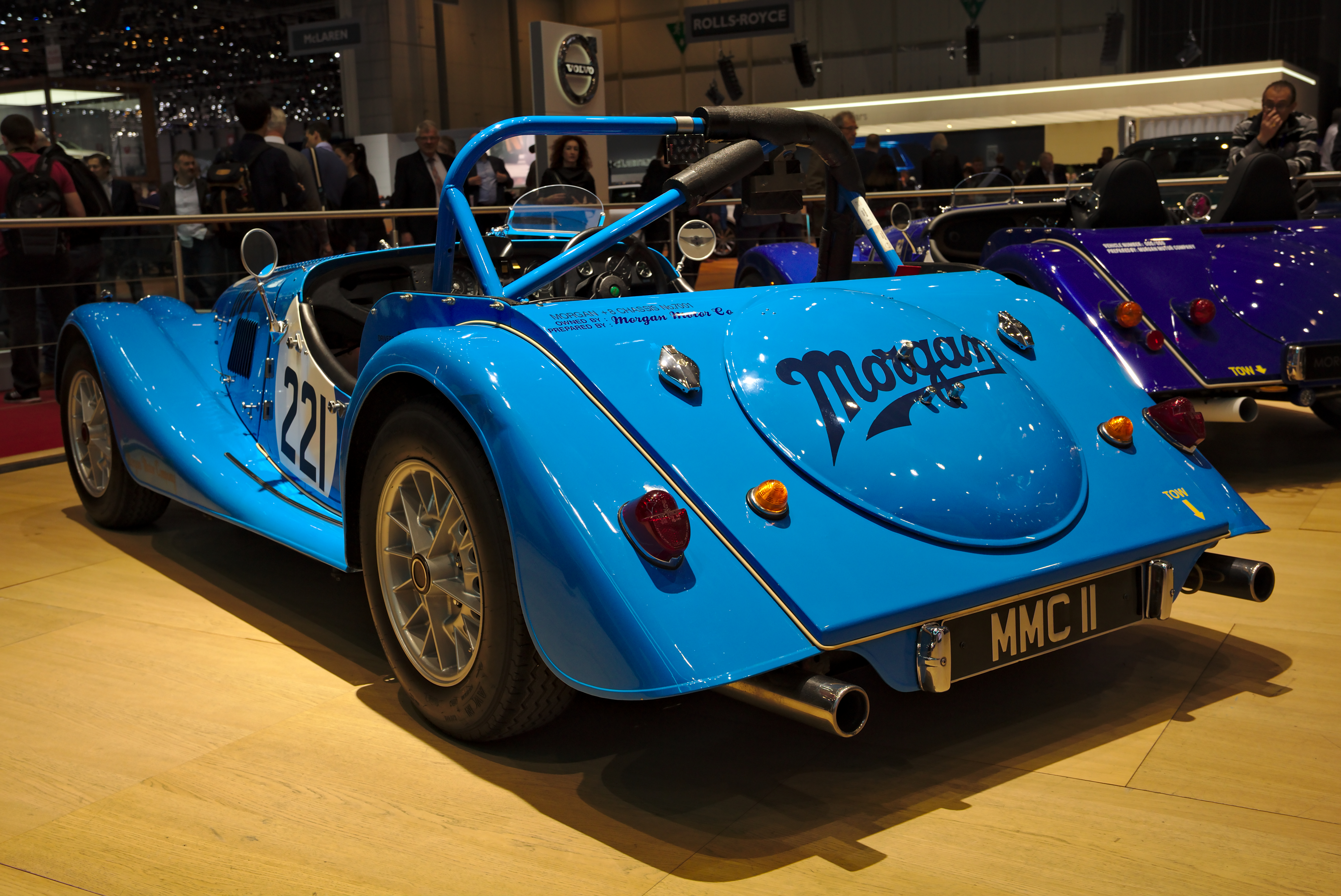
Heck

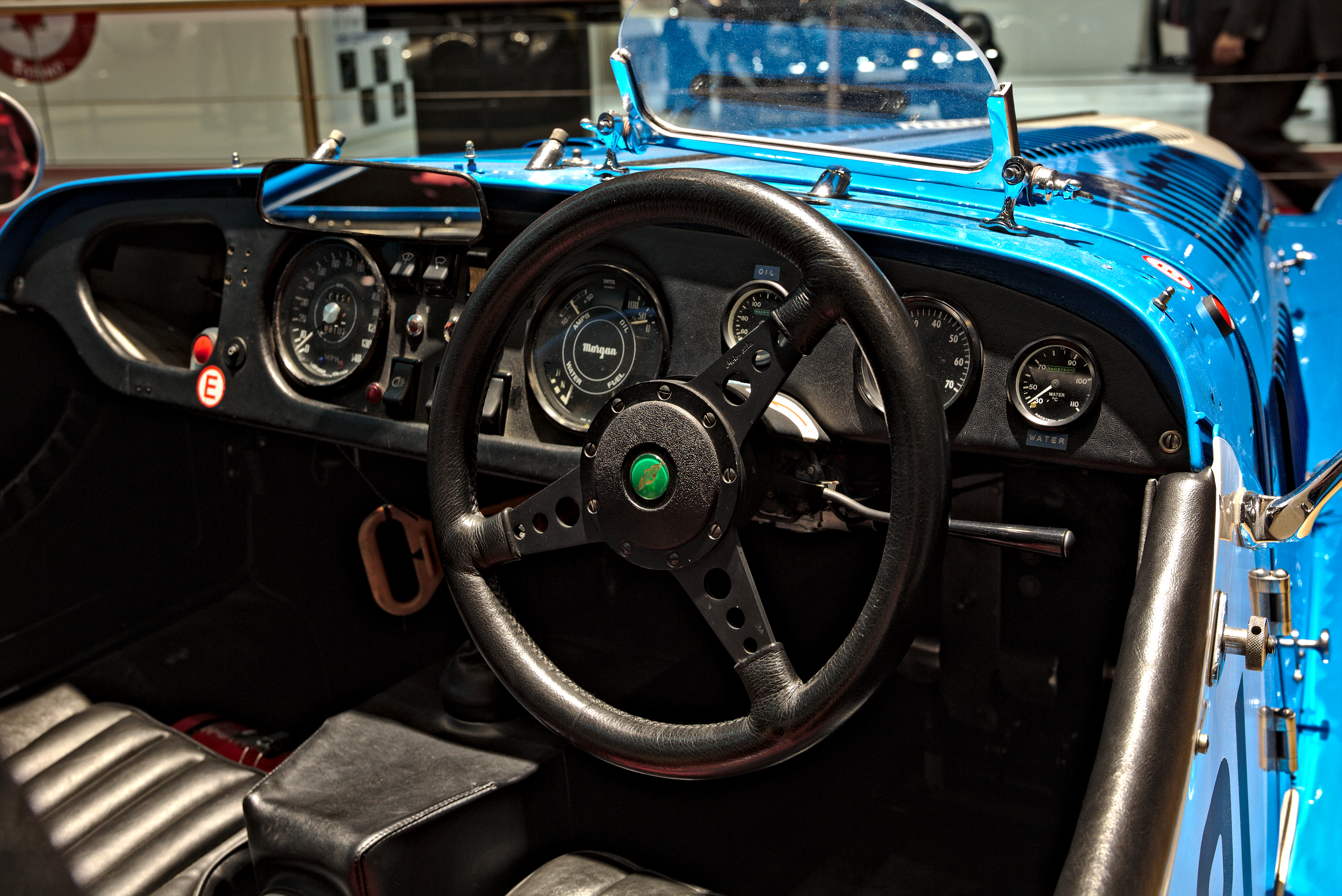
Cockpit

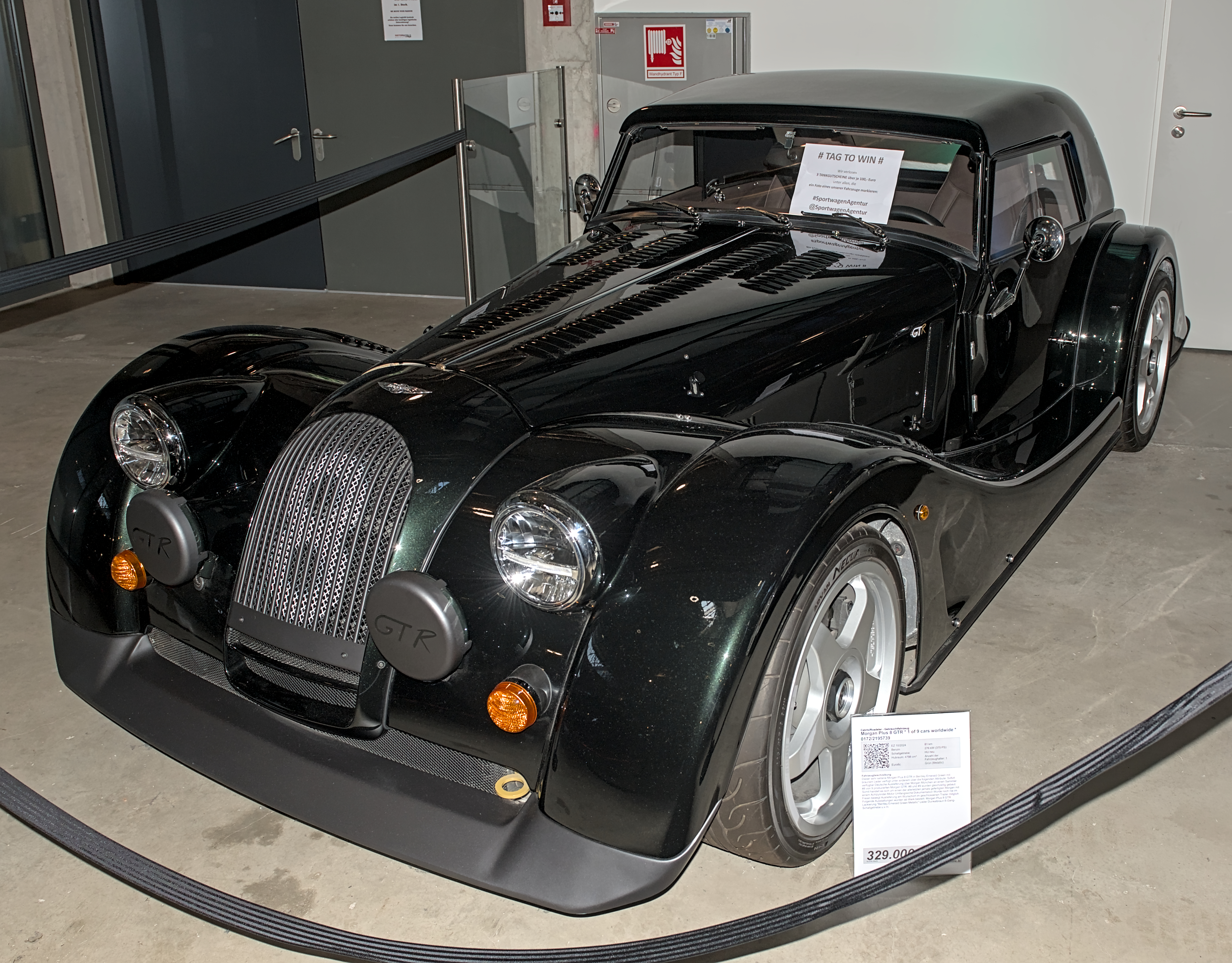
Morgan Plus 8 GTR

Zwischen 2012 und 2018 gab es einen neuen Morgan Plus 8, auf den ersten Blick wenig verändert, jedoch 15 cm länger und 29 cm breiter als das Original von 1968. Er hat einen V8-Motor des Typs BMW N62 mit einem Hubraum von 4799 cm³, Leistung 270 kW (367 PS) bei 6300/min, maximales Drehmoment 490 Nm bei 3400/min; wahlweise mit Schaltgetriebe oder 6-Gang-Automatik. Die Höchstgeschwindigkeit ist auf 249 km/h begrenzt, die Beschleunigung von 0 auf 100 km/h wird mit 4,5 Sekunden angegeben. Das Leergewicht des Wagens liegt bei 1100 kg. Den Rahmen aus Stahl gibt es nicht mehr; stattdessen hat der neue Plus 8 ein Aluminium-Monocoque-Chassis. Die Räder sind an doppelten Dreiecksquerlenkern mit Schraubenfedern aufgehängt.
Zum fünfzigsten Geburtstag des Modells präsentierte Morgan auf dem 88. Genfer Auto-Salon im März 2018 den auf fünfzig Exemplare limitierten Morgan Plus 8 50th Anniversary Edition. Jedes Fahrzeug hat eine individuelle Nummer und eine Sonderlackierung. Zu jedem Plus 8 50th Anniversary Edition gibt es noch einen limitierten Christopher Ward C1 Morgan Plus 8 Jubiläums-Chronometer. Die Sondermodelle sollten ursprünglich die letzten Plus 8, die vom BMW-N62-Motor angetrieben werden, sein. Der Kaufpreis für das limitierte Fahrzeug betrug netto 107.500 Pfund Sterling.
Im Jahr 2021 konnte Morgan neun Chassis und V8-Motoren, die an einen anderen Hersteller – vermutlich für den nie in Serie gebauten Bristol Bullet – verkauft worden waren, ungenutzt zurückkaufen. Auf Basis dieser Chassis wird seit Sommer 2021 der Plus 8 GTR gebaut.

## Technische Daten
| Morgan Plus 8             | 1970 | 2000 | 2004 | 2012                                                   |
| ------------------------- | --- | --- | --- | ------------------------------------------------------ |
| Motortype                 | Rover P6B | | | BMW N62                                                |
| Motorbauart               | 8-Zylinder-V-Motor, Viertakt, Zylinderbankwinkel 90°                                                                        | 8-Zylinder-V-Motor, Viertakt, Zylinderbankwinkel 90°                                                                        | 8-Zylinder-V-Motor, Viertakt, Zylinderbankwinkel 90°                                                                        | 8-Zylinder-V-Motor, Viertakt, Zylinderbankwinkel 90°   |
| Hubraum                   | 3532 cm³ | 4555 cm³ | 3946 cm³ | 4799 cm³                                               |
| Bohrung × Hub             | 88,9 × 71,1 mm | 94,0 × 82,0 mm | 94,0 × 71,1 mm | 93,0 × 88,3 mm                                         |
| Leistung bei 1/min        | 118 kW (160 PS) bei 5200 | 162 kW (220 PS) bei 5000 | 140 kW (190 PS) bei 4800 | 270 kW (367 PS) bei 6300                               |
| Max. Drehmoment bei 1/min | 284,4 Nm (29 mkp) bei 2600                                                                                                  | 353 Nm bei 3600 | 305 Nm bei 3500 | 490 Nm bei 3400                                        |
| Verdichtung               | 10,5 : 1 | 9,4 : 1 | 9,3 : 1 | 10,5 : 1                                               |
| Ventilsteuerung           | Stoßstangen und Kipphebel, über Kette angetriebene zentrale Nockenwelle                                                     | Stoßstangen und Kipphebel, über Kette angetriebene zentrale Nockenwelle                                                     | Stoßstangen und Kipphebel, über Kette angetriebene zentrale Nockenwelle                                                     | 2 obenliegende Nockenwellen je Zylinderreihe           |
| Gemischaufbereitung       | 2 Fallstromvergaser | Saugrohreinspritzung | Saugrohreinspritzung | Saugrohreinspritzung                                   |
| Kühlung                   | Wasserkühlung mit Pumpe und Thermostat                                                                                      | Wasserkühlung mit Pumpe und Thermostat                                                                                      | Wasserkühlung mit Pumpe und Thermostat                                                                                      | Wasserkühlung mit Pumpe und Thermostat                 |
| Getriebe                  | 4-Gang-Schaltgetriebe, 3.–4. Gang synchronisiert                                                                            | 5-Gang-Schaltgetriebe, vollsynchronisiert                                                                                   | 5-Gang-Schaltgetriebe, vollsynchronisiert                                                                                   | 6-Gang-Schaltgetriebe oder 6-Gang-Automatikgetriebe    |
| Radaufhängung vorn        | einzeln, je eine runde Tragsäule, eine darauf gleitende Hülse trägt den Achsschenkel, Schraubenfedern, Teleskopstoßdämpfer  | einzeln, je eine runde Tragsäule, eine darauf gleitende Hülse trägt den Achsschenkel, Schraubenfedern, Teleskopstoßdämpfer  | einzeln, je eine runde Tragsäule, eine darauf gleitende Hülse trägt den Achsschenkel, Schraubenfedern, Teleskopstoßdämpfer  | Doppelquerlenker, Schraubenfedern, Teleskopstoßdämpfer |
| Radaufhängung hinten      | Starrachse an Blattfedern, Teleskopstoßdämpfer                                                                              | Starrachse an Blattfedern, Teleskopstoßdämpfer                                                                              | Starrachse an Blattfedern, Teleskopstoßdämpfer                                                                              | Doppelquerlenker, Schraubenfedern, Teleskopstoßdämpfer |
| Chassis                   | Leiterrahmen aus Stahl, darauf nichttragende Karosserie in Gemischtbauweise (Holzskelett aus 94 Teilen, mit Blech beplankt) | Leiterrahmen aus Stahl, darauf nichttragende Karosserie in Gemischtbauweise (Holzskelett aus 94 Teilen, mit Blech beplankt) | Leiterrahmen aus Stahl, darauf nichttragende Karosserie in Gemischtbauweise (Holzskelett aus 94 Teilen, mit Blech beplankt) | Aluminium, Schalenbauweise                             |
| Spurweite vorn/hinten     | 1220/1280 mm | 1345/1375 mm | 1345/1375 mm | 1550/1500 mm                                           |
| Radstand                  | 2490 mm | 2490 mm | 2440 mm | 2535 mm                                                |
| Länge                     | 3860 mm | 3960 mm | 3960 mm | 4010 mm                                                |
| Serienbereifung           | 185 VR 15 | 205/60 R 15 V | 205/60 R 15 V | vorn: 225/40 R 18 V hinten: 245/40 R 18                |
| Leergewicht               | 935 kg | 940 kg | 1110 kg | 1100 kg                                                |
| Beschleunigung 0–100 km/h | 7,5 s | 5,9 s | 6,0 s | 4,5 s                                                  |
| Höchstgeschwindigkeit     | 200 km/h | 213 km/h | 200 km/h | 249 km/h                                               |